# منتخب سانت لوسيا لاتحاد الرغبي
منتخب سانت لوسيا الوطني لاتحاد الرغبي (بالإنجليزية: Saint Lucia national rugby union team)‏ هو ممثل سانت لوسيا الرسمي في المنافسات الدولية في اتحاد الرغبي .